# Міфтахутдінова Діна Артурівна
Діна Артурівна Міфтахутдінова (нар. 2 листопада 1973) — українська академічна веслувальниця та тренерка. Призерка Олімпійських ігор, призерка чемпіонатів світу, заслужений майстер спорту України.

## Біографія
Діна Міфтахутдінова тренувалася в спортивному клубі Збройних Сил України в Дніпропетровську.

### Спортивна карʼєра
1994 року завоювала бронзову медаль на чемпіонаті світу в складі четвірки парної (Світлана Мазій, Діна Міфтахутдинова, Олена Ронжина, Тетяна Устюжаніна). На чемпіонаті світу 1995 року була десятою в четвірках парних.
Срібну олімпійську медаль вона виборола на Олімпіаді в Атланті в складі четвірки збірної України разом із Інною Фроловою, Світланою Мазій та Оленою Ронжиною. 1997 року на етапах Кубку світу займала третє, друге і п'яте місця, а на чемпіонаті світу стала бронзовою призеркою в парних четвірках. 1998 року на етапах Кубку світу разом з Оленою Ронжиною була другою, сьомою і дванадцятою в двійках парних, а на чемпіонаті світу стала сьомою в четвірках парних. 1999 року на етапах Кубку світу була першою і восьмою в четвірках парних. 2000 року на етапах Кубку світу була другою і п'ятою, а на сіднейській Олімпіаді в складі четвірки парної посіла четверте місце.

#### Виступи на Олімпіадах
| Олімпіада    | Дисципліна                                     | Стадія | Результат | Місце | Стадія           | Результат | Місце | Стадія  | Результат | Місце' | Загальне місце |
| Атланта 1996 | Веслування академічне — парні четвірки (жінки) | 1 коло | 6.46,17   | 4     | Додатковий раунд | 6:19,11   | 1     | Фінал А | 6.30,36   | 2      | 2              |
| Сідней 2000  | Веслування академічне — парні четвірки (жінки) | 1 коло | 6:28,17   | 2     | Додатковий раунд | 6:29,41   | 1     | Фінал А | 6:25,71   | 4      | 4              |

### Після завершення спортивних виступів
Після завершення виступів працювала тренеркою з академічного веслування в спортивному комплексі «Дзержинка», м. Камʼянське.
2019 року обрана депутаткою Дніпропетровської обласної ради 8-го скликання від партії «Слуга народу».

### Скандали
У квітні 2024 року дочка Діни, Алсу, публічно у соцмережах ображала українців, підтримувала РФ у війні та закликала до подальших ударів по Україні.

## Нагороди
- Почесна відзнака Президента України (7 серпня 1996) — за видатні спортивні досягнення на XXVI літніх Олімпійських іграх в Атланті[6]